# Liptovská Anna
Liptovská Anna (Hongaars: Szentanna) is een Slowaakse gemeente in de regio Žilina, en maakt deel uit van het district Liptovský Mikuláš.
Liptovská Anna telt 96 inwoners.